# Ultrapar
Ultrapar Participações ist eine 1937 gegründete brasilianische Holding mit Sitz in São Paulo. Das Unternehmen ist mit seinen Tochtergesellschaften im Energiesektor tätig, fördert Erdöl und Erdgas und ist als viertgrößtes brasilianisches Unternehmen der größte Kunde von Petrobras. Der Konzern ist in den USA, in Uruguay, Mexiko, Venezuela, Argentinien, Belgien, China und Kolumbien aktiv und an der New York Stock Exchange sowie der Börse von São Paulo gelistet.
Das Kerngeschäft mit Propan- und Butangas begründete 1937 der emigrierte Österreicher Ernst Igel. Ultrapar ist seit 70 Jahren Marktführer in Brasilien und erreicht 11 Millionen Haushalte, was einem Marktanteil von 23 % entspricht. Im Unternehmen sind rund 10.000 Personen (2022) beschäftigt.

## Unternehmen
Ultrapar ist in fünf Segmente aufgeteilt: Flüssiggas- (Ultragaz) und Kraftstoffdistribution (Iparinga), Chemikalien (Oxiteno), Lagerung (Ultracargo) und Drogerien (Extrafarma). Die größte Sparte ist Ipiranga, Brasiliens zweitgrößte Tankstellenkette mit 7.230 Tankstellen und einem Marktanteil von 22 %.
Darüber hinaus produziert das Unternehmen Ethylenoxid und seine Derivate, Fettalkohole und  dazugehörige Nebenprodukte sowie Spezialchemikalien, die in einer Reihe von Industriezweigen, wie Kosmetika, Reinigungsmittel, Pflanzenschutzmittel, Polyester, Verpackung, Öl und Beschichtungen verwendet werden.